# Orogeneze

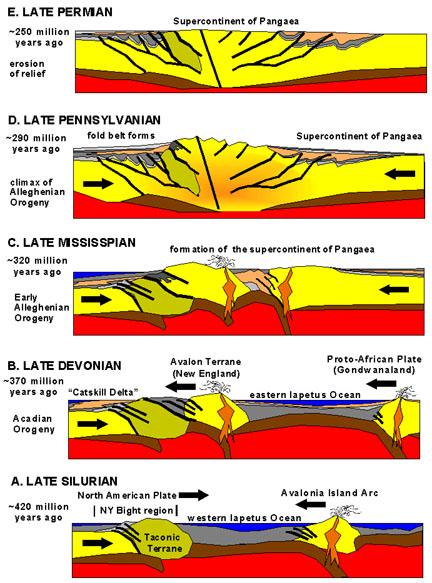
Náčrtek vzniku horstva

Orogeneze, volně přeložena do češtiny jako horotvorba či horotvoření (z řeckého oros „hora“ a genesis „vznik“), správněji a v užším smyslu tektogeneze je poměrně rychlý geologický proces, při kterém většinou vlivem procesů deskové tektoniky vznikají pásemná pohoří (nazývaná též orogenní pásma). Zahrnuje v sobě jednak tektonické procesy, vnitrodeskové zkrácení, zesílení kůry, jakož i výzdvih pohoří. Orogeneze vždy souvisí s deskovou tektonikou.
Jedná se o proces, který je dlouhodobý a který trvá milióny až desítky miliónů let. Horskou soustavu vzniklou orogenezí nazýváme orogén.
Někdy je orogeneze zaměňována s termínem vrásnění, což však je jen jeden z procesů, které orogenezi doprovázejí. Termín orogeneze by měl být spjat hlavně se stádiem vzniku pozitivního georeliéfu, tedy se závěrečným stádiem vzniku pohoří, zatímco tektogeneze by měla zahrnovat širší rámec dějů, které jí předcházely. V současnosti však převládá použití termínu orogeneze pro celý proces vzniku pohoří. Orogeneze se většinou dělí na řadu dílčích maxim neboli fází. V průběhu orogeneze dochází ke vzniku charakteristických geologických útvarů v podobě flyše a molasy.
Orogeneze je spojena s pohybem tektonických desek a s jejich vzájemnými kolizemi. Při orogenezi dochází k tomu, že se dvě litosférické desky srazí a jedna se začne podsouvat pod druhou (kolize, subdukce). Během procesu dochází vlivem ohromných tlaků a teplot ke vrásnění a tavení hornin, které má za následek vyzdvihování oblastí, které se stávají pohořími.
V historii rozeznáváme 4 základní orogenetické jednotky:
- kadomské (assynthské) vrásnění
- kaledonské vrásnění
- hercynské (variské) vrásnění
- alpinské vrásnění (někdy zvané alpsko-himálajské)

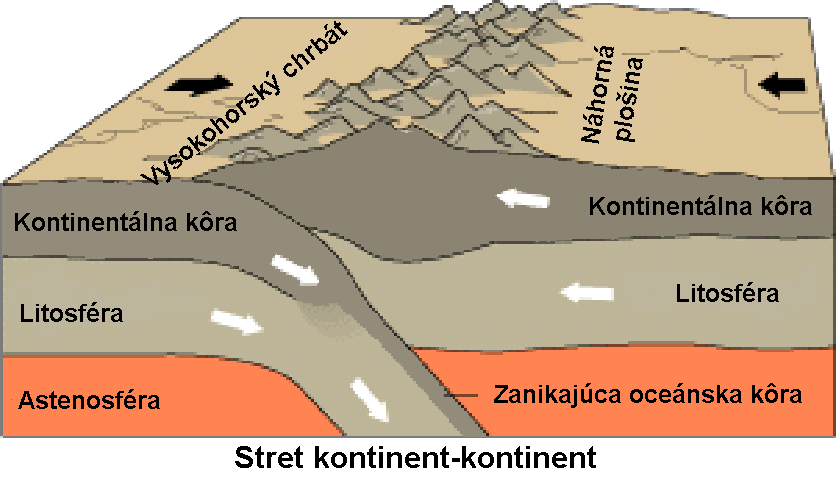
Kolize dvou kontinentálních desek a vznik pásemného pohoří

Jde o označení celých geologických epoch, ve kterých docházelo na různých místech planety k jednotlivým horotvorným pohybům. V užším smyslu se uvedené názvy vztahují na konkrétní orogenezi v rámci dané epochy. Například hercynské vrásnění v užším smyslu označuje vznik hercynských pohoří při srážce Eurameriky a Gondwany, ale v širším smyslu jsou hercynského stáří i mnohá další horstva (hercynidy) vzniklá jinými srážkami ve stejné epoše, třeba Ural nebo Ťan-šan. Příkladem další orogeneze je například Grenvillské vrásnění.
Orogenní pásma jsou obvykle dlouhá pásma výrazně deformovaných hornin, které jsou běžně zvrásněné a roztříštěné zlomy. Tyto zlomy rozdělují horniny na soustavu malých desek (nezaměňovat s tektonickými deskami). Desky jsou naskládány v rámci pásma jedna vedle druhé. Výška vytvořených štítů koresponduje s hloubkou ponoření jejich základny. Čím je dané pohoří výše, tím více klesá i masa hornin, nacházející se pod nimi (např. pohoří Himálaj je ponořeno až do hloubky 130 kilometrů).
Proces tvorby orogenního pásma trvá i miliony let. Nastává buď při srážce dvou kontinentálních desek, přičemž horniny jsou kolizně deformovány a často podrobeny metamorfóze nebo se vyskytuje na styku kontinentální a oceánské desky, kdy však nedochází ke kolizi (Andy).
Termín orogeneze zavedl Cleveland Abbe mladší v roce 1889. Pojem orogén byl zaveden dříve.

## Vznik teorie
Předtím než se začali problematikou vzniku pohoří zabývat vědci, byla v evropské civilizaci vysvětlována přítomnost pohoří křesťanskými učenci jako důsledek stvoření a biblické potopy. Pohoří byla, podobně jako všechno neživé, popisována jako statická a neměnná.
Pojem orogén použili poprvé švýcarští geologové Amanz Gressly v roce 1840 a Jules Thurmann v roce 1854 užil slovo orogénní ve spojení se vznikem horských výšin, stejně tak používali termín horotvorný, který taktéž popisoval tyto procesy. Důležitá z hlediska dalšího rozvoje výzkumu byla práce Elie de Beaumonta z roku 1852, v níž tvrdil, že všechna horská pásma nejsou stejného stáří. Vrásnění považoval za důsledek chladnutí zemské kůry. Výzkumy dalších geologů jako například Eduarda Suesse (1875) potvrdily význam horizontálních pohybů hornin. Koncept geosynklinál, nebo také počátečního poklesu zemské kůry, vytvořili američtí geologové James Hall a James Dwight Dana. Tato teorie se úspěšně rozvíjela až do konce 60. let 20. století, kdy se ukázala jako překonaná.
Mezi další významné objevy patřily práce Gustava Steinmanna, který rozeznal několik typů pásmových pohoří, včetně alpinského typu orogenních pásem, charakteristických flyšovými a molasovými sedimenty. Objevil také ofiolitový komplex a tholeitické bazalty. Jeho dílo spolu s pracemi M. A. Bertranda, Arnolda Eschera a Alberta Heima přispělo k objasnění příkrovů a celkovému prohloubení znalostí o tvorbě pohoří. Představa příkrovů naznačovala, že velký význam při vzniku pohoří mohou mít i horizontální pohyby. Podobně významné byly i práce Leopolda von Buch, který analyzoval orogenní činnost na základě deformací hornin, tento princip se dodnes používá i přes existující metody radiometrické analýzy věku hornin.
V roce 1967 Henk Zwart obrátil pozornost na rozdílné případy přeměny hornin v orogenních pásmech a rozdělil je na tři typy (alpinské, hercynské a kordillerské). Toto rozdělení v roce 1979 upravil Wallace Spencer Pitcher.
Až do začátku 60. let se tyto objevy spojovaly v teorii geosynklinál, která vysvětlovala kontrakci většinou pomocí teorie chladnoucí Země. Mezi odpůrci této teorie patřili vědci, kteří považovali za důležitější spíše vertikální pohyby kůry (tzv. tafrotektonika), nebo ti, kteří usuzovali, že příčinou orogeneze je konvexe v astenosféře nebo plášti. Teprve později ustálila pohledy na vznik pohoří teorie deskové tektoniky. Ukázalo se, že pásemná pohoří jsou v podstatě stopy po dávných srážkách litosférických desek.

## Příčiny a způsoby vzniku pásmových pohoří
Vznik topograficky pozitivního georeliéfu může být způsoben kolizí a deformací litosférických desek nebo vulkanickou aktivitou. Proces vzniku pásemných pohoří je dlouhodobý a probíhá v několika fázích, může trvat desítky milionů let a může způsobit vytvoření pásmových pohoří na místech, kde byla předtím rovina nebo mořské dno. Vrstvy hornin jsou během tohoto procesu výrazně deformovány, přičemž na mnoha místech dochází k jejich přeměně. Vrstvy, které původně ležely na dně moře, se často dostanou do velkých nadmořských výšek. Například vrchol nejvyšší hory na Zemi – Mount Everestu tvoří vápence, které původně vznikly v moři. Problematika studia pásmových pohoří je proto velmi obsáhlá a u každého pohoří je studium založeno na stovkách rozsáhlých prací geologů. Až na jejich základě může být představen celkový obraz pohoří a jeho historie. Každé pohoří má svá specifika a je svými vlastnostmi jedinečné, má však i mnoho rysů, které jej spojují s ostatními pásemnými pohořími.
Pásemná pohoří vznikají na místech, původních oceánských prostor. V takových oceánských pánvích existujících desítky milionů let se mohou nahromadit velké vrstvy usazených hornin. V určitém stádiu však v zemské kůře vzniká napětí, způsobené přibližováním tektonických desek. Kůra oceánů má přitom tendenci se podsouvat pod kontinenty nebo jinou mladší kůru sousedních oceánů (tzv. subdukce). Při tom někdy dochází i k odlepování usazených hornin a jejich násunu, např. v podobě příkrovů. Pohyby litosférických desek jsou podle dnešních představ podmíněny zejména tepelným prouděním v zemském plášti nebo astenosféře. V důsledku pohybů desek dochází na některých místech k jejich kolizi. Tento proces se nazývá konvergence desek a může mít několik podob, je to buď kolize dvou oceánských desek, kde vzniká řetězec sopečných ostrovů, které mohou mít i charakter sopečného pohoří, např. pohoří ve Střední Americe a Karibiku. Při srážce oceánské a pevninské desky nebo ostrovního oblouku neseného oceánskou deskou a kontinentu dochází ke vzniku pohoří jako jsou Andy. Při srážkách dvou pevninských desek vznikají nejvyšší pohoří jako jsou Alpy nebo Himálaj. Tyto tři typy pohoří vznikají při kolizi, existují však i pohoří, jejichž vznik není vázán na kolizi. Jsou to například pásma středooceánských hřbetů v oceánech, např. Středoatlantský hřbet nebo oceánské ostrovy nad horkými skvrnami, např. Havajské ostrovy. Jiná pohoří vznikají uprostřed kontinentů a jejich vznik je způsoben vyzvednutím okrajů riftových oblastí, např. ve Východní Africe.

## Konvergence oceán-oceán

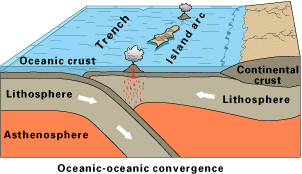

Oceánská kůra vzniká v středooceánských hřbetech. Výlevy lávy podél její osy se rozšiřují oceány. Oceánská kůra je směrem od středooceánského hřbetu starší a těžší, protože je více prosycena vodou a zatížena silnějším sedimentárním pokryvem. V případě, že konvergence v litosféře způsobí napětí na hranici dvou oceánských desek, dochází k podsunutí starší oceánské litosféry pod mladší. Proces podsouvání desek je označován jako subdukce. Z nořící desky uniká voda, která způsobuje v nadložní desce nebo v astenosférickém klínu parciální tavení a vznik magmatu, které může pronikat na povrch a vytvářet řetězec sopečných ostrovů. V oblasti nad subdukční zónou se tvoří tzv. předoblouk, nebo předoblouková pánev, za ní vzniká ostrovní oblouk a dále mezi ostrovním obloukem a nejbližším kontinentem zaoblouková pánev nebo okrajové moře.
Ostrovní oblouk může projít několika stadii vývoje a výrazně vyvinuté ostrovní oblouky jako jsou například Japonské ostrovy, mohou dosahovat značné výšky.

## Konvergence oceán - kontinent

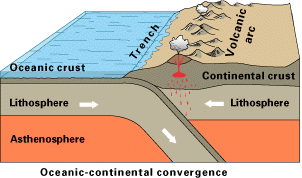

Kontinentální zemská kůra je tvořena horninami převážně granitoidního charakteru, které jsou lehčí než horniny oceánské kůry, ve kterých převažují bazalty, a proto se při konvergenci takových desek ponořuje oceánská kůra téměř vždy pod pevninskou kůru. Subdukující oceánská kůra vystavená vysokému tlaku a teplotě uvolňuje vodu a fluida, jimiž je prosycena. Ta stoupají nad zónu subdukce a způsobují natavování okolních hornin. Vzniká nové magma, které má charakter přechodného členu mezi složením oceánské a kontinentální kůry, nazývá se intermediální magma a na povrchu vytváří horniny zvané andezity. V některých případech však může nad subdukční zónou dojít i ke vzniku granitického magmatu (tzv. I typ granitoidních hornin).
Takový typ konvergence nevyvolává kompresi jedné desky druhou, ke kompresi dochází pouze na nadložní kontinentální desce. Takový typ orogenního pásma se nazývá nekolizní. Příkladem pohoří, které vzniklo při kolizi oceánské pevninské kůry jsou Skalnaté hory nebo Andy.
Na okrajích oceánských desek se mohou nacházet oceánské ostrovní oblouky. Srážka s kontinentem, vyvolaná subdukcí zaobloukových pánví, může také vyvolat vznik pásemných pohoří, ale menšího rozsahu (např. Tchaj-wan, Nová Guinea).

## Kontinentální kolize
Pro srážku dvou kontinentálních litosférických desek je typické, že nedochází k téměř žádné subdukci resp. její rozsah je nepoměrně menší než v případě subdukce oceánské kůry. Obě desky jsou totiž lehké a nemohou proto celé zanikat v zemském plášti tak jako oceánská kůra. Po zániku oceánu, který je původně odděloval, však může dojít k násunu jedné desky na druhou. Na místě, kde se překrývají, je pevninská kůra dvojnásobně silná, což musí bezpodmínečně vést k vytvoření velmi vysoké, ale i plošně rozsáhlé horské stavby jakou je náhorní plošina. Horniny, které se předtím nacházely ve zmenšujícím se sedimentačním prostoru jsou postiženy působením velkých sil, které je mohou zvrásnit, nebo vytlačit z původního prostoru v podobě příkrovů, přičemž mohou být vyneseny do velkých nadmořských výšek. Obrovský odpor, který kontinentální bloky navzájem kladou, má nakonec za následek zastavení jejich vzájemného pohybu. Horniny, které se v průběhu těchto dějů přičlenily ke kontinentu už navždy zůstanou součástí pevninské kůry. Orogeneze je proto v podstatě nejen vznikem pohoří, ale i vznikem nové kontinentální zemské kůry.
Při srážce kontinentů vzniká na spodní desce i takzvaná okrajová pánev předpolí, je to ohnutá oblast, která vzniká v důsledku působení hmot nadložních desky. Tato pánev se vyplňuje hlavně usazenými horninami, které pocházejí ze zvedajícího se pohoří. Příkladem pohoří, která vznikla kolizí kontinentů jsou Himálaj, Ural, Alpy či Karpaty.

### Extenzní stádium
Už první geology, kteří zkoumali pohoří, zaujalo, že mezi horninami vyzdviženými do velkých výšek se nachází neobyčejně velké množství mořských sedimentů. Síla těchto vrstev 8 až 10krát převyšovala tloušťky usazených hornin, které se usadily ve stejném období na stabilních platformách. Z toho se usuzuje, že na místech, kde se nyní nacházejí pohoří, v obdobích předcházejících výzdvihu, zemská kůra intenzivně poklesávala, toto poklesávání je spojeno se ztenčováním kůry, tzv. extenzí. Oblasti dnešních pásmových pohoří byly původně místem, kde vznikly často velmi komplikované pánve oceánského typu. Ty se intenzivně vyplňovaly sedimenty, které se ukládaly nejčastěji na okrajích těchto pánví (na šelfu), protože množství z nich bylo dopraveno řekami, nebo vznikalo z odumřelých organismů, kterým se nejvíce dařilo v mělčí vodě. Přibližování kontinentů má za následek ukončení extenze a začátek konvergence. Oceánské dno se podsouvá pod přibližující se kontinent, ale část sedimentů, která na něm leží, se může zachovat, přičemž vzniká tzv. akreční klín. Oceánské pánve jsou tak v důsledku konvergenčního pohybu desek stlačené a deformované.

### Orogenní stádium
Po zániku oceánských prostor dochází ke kolizi kontinentálních bloků. Hlavní etapa této změny je nazývána orogeneze. Deformace probíhá zkracováním, vznikem násunových zlomů a vrásněním. Celé vrstvy hornin jsou stlačovány do vrás, či dalších struktur. Podél zlomů vznikajících v důsledku působení mocných sil, dochází k přesmykům a vzniku směrných pohybů či příkrovů. Při rozsáhlé kontinentální kolizi dochází k různě velkému nasunutí jedné kontinentální desky na druhou. Hlubší „pohřbené“ horniny podléhají metamorfóze, která může hraničit až s anatexí, natavováním pohlcených hornin. To může mít za následek i průniky granitoidního magmatu, které tuhne v hloubkách ve formě plutonů. Na orogenezi se tedy podílí mnoho faktorů a dějů, jejichž podíl není na všech místech stejný.

### Postorogenní stádium
Po skončení kontinentální kolize je kůra v oblasti orogénu zesílena. Tento stav je však energeticky nevýhodný a převážně křemenno-živcové horniny ve větších hloubkách se začínají roztékat. Orogén tak může přejít do stadia gravitačního kolapsu, často s tvorbou velkých extenzních zlomů. Modelem takového rozpadu je metamorfní kůrový komplex.
Při výzdvihu pohoří vyčnívá nad povrch Země pouze zlomek horninových masivů, mnohem větší masy hornin tvoří kořenové části pohoří. Tyto hluboce ponořené části nadnášejí pohoří podobně jako ledovec plovoucí v moři. Výzdvih pohoří je relativně pomalý proces trvající řádově miliony let. Horniny, které se ve větší nadmořské výšce nacházejí ve ztížených podmínkách jsou rozrušovány erozí, proto jsou dnešní nejvyšší části pohoří pouze zbytky skutečného objemu hornin, který již byl odnesen. Masy hornin v kořenové zóně mají v důsledku své vyšší teploty tendenci stoupat, umožňuje to i postupná eroze, která odnáší horniny z jejich nadloží. Výzdvih pohoří se však zastaví, protože podobně jako eroze rozrušuje horniny na povrchu, teplo zemského pláště postupně způsobuje natavování kořenové zóny. Tento proces geologové nazývají izostatické vyrovnávání. Tak nakonec z vysokých pohoří zůstanou jen obnažené nejhlubší části, takzvané kratogény, většinou tvořené granity, či silně přeměněnými horninami. Příkladem kratogénů jsou nejstarší části zemské kůry, jako například Český masiv.

## Přehled významných orogenních cyklů v historii Země

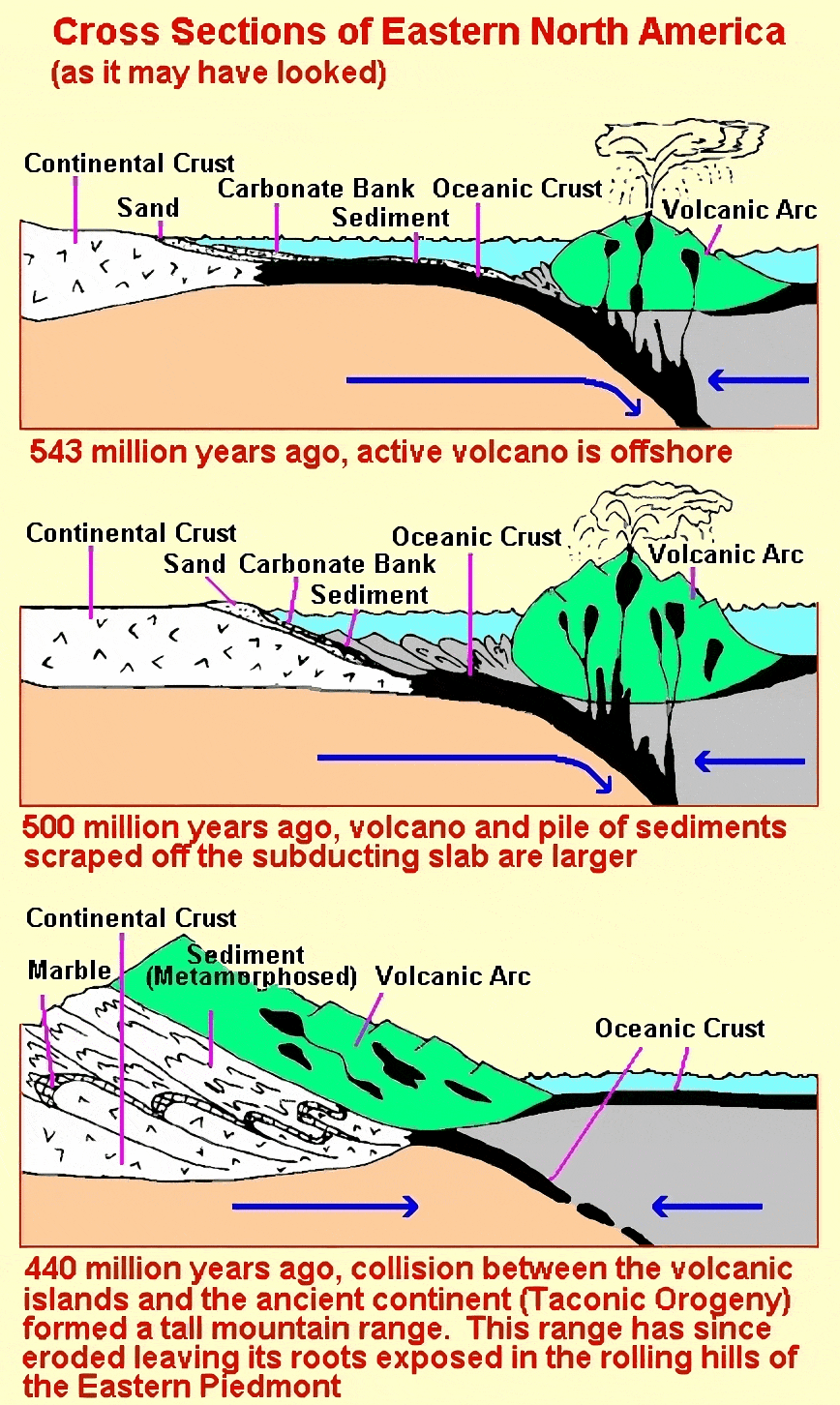
Schéma takonského vrásnění (součásti kaledonského vrásnění)

Německý geolog Hans Stille porovnával stáří orogenních pohybů v různých částech světa a dospěl k závěru, že existují jisté orogenní cykly, které lze dělit na orogenní fáze. Stille předpokládal, že tyto se udály synchronně po celé Zemi. Dnes je známo, že staré orogény jsou projevy deskově tektonických pohybů, které nemusí mít globální charakter. Jeho nomenklatura orogenních cyklů se však výrazně nezměnila a dodnes se s obměnami používá.
- Grenvillské vrásnění (1 300 mil. let, prekambrium): vznik Rodinie, stopy v horninách Severní Karolíny, Newfoundlandu a Skotska.
- Kadomské vrásnění (assynthské; 650 mil. let, neoproterozoikum) srážka několika ostrovních oblouků, konec formování prekambrického krystalinika Evropy[5]
- Kaledonské vrásnění (415 mil. let, devon): srážka Laurentie s Baltikou, vznik severní části Apalačských hor, vytvoření pohoří na Britských ostrovech a ve Skandinávii.
- Hercynské vrásnění (variské, appalačské; 390 až 310 mil. let, devon až karbon): srážka Eurameriky s Gondwana, vznik jižní části Apalačských hor, Mesety a hercynských pohoří v Evropě.
- Altajské vrásnění (300 mil. let, karbon): srážka Kazachstánie se Sibiří, vznik pohoří Altaj.
- Uralské vrásnění (280 mil. let, perm): srážka Sibiře s Pangeou v oblasti Baltiky a Uralu.
- Kimmerské vrásnění (150 až 50 mil. let, jura): srážka Kimmerie s Laurasií, kterou v té době tvořila (Eurasijská deska, Asie) a hory Střední Asie.
- Alpinské vrásnění (alpsko-himálajské; 150 až 35 mil. let, jura až terciér): srážka Afriky, Arábie a Indické desky s Eurasijskou deskou. Vzniklo pohoří Atlas, Sierra Nevada, Pyreneje, středomořské ostrovy, Apeniny, Alpy, Karpaty, pohoří na Balkáně (Dinárské hory, Stará planina a Helenidy) a v Anatolii, dále vysoká pohoří Kavkaz, Pamír, Himálaj. Starší masivy, které vznikly již při předešlém hercynském a kimmerském vrásnění byly na některých místech (např. v Krkonoších) vyzvednuty do výšky až v důsledku zlomů provázejících alpinské vrásnění.